# Dixa bicolor
Dixa bicolor är en tvåvingeart som beskrevs av Wood 1933. Dixa bicolor ingår i släktet Dixa och familjen u-myggor. Inga underarter finns listade i Catalogue of Life.